# Brontoliota indivisipennis
Brontoliota indivisipennis là một loài bọ cánh cứng trong họ Silvanidae. Loài này được Thomas miêu tả khoa học năm 2004.